# قلنسوي أدونيسي
قلنسوي أدونيسي (الاسم العلمي: Mycena adonis) هو نوع من الفطريات يتبع جنس القلنسوي من الفصيلة القلنسوية.